# Walpurga Schindl
Walpurga Schindl (* 16. Februar 1826 in Absam; † 30. April 1872 in Kremnitz) war eine österreichische Schriftstellerin.

## Leben und Werk
Walpurga Schindl, auch unter dem Namen Bogner Burgele bekannt, wurde 1826 als Tochter des Bogner-Wirtes Michael Schindl und seiner Frau Walpurga (geb. Ruf) geboren. Als sie 7 Jahre alt war, starb ihr Vater. Sie lebte danach bei ihrem Onkel mütterlicherseits Sebastian Ruf in Tobadill im Stanzer Tal. Dieser förderte Walpurgas Talent als Schriftstellerin, indem er ihr unter anderem Werke Goethes, Platens und Rückerts zu lesen gab. Jedoch erst durch die Bekanntschaft mit Mitgliedern des Wiener Hofes konnte sich Walpurgas Talent entfalten. Insbesondere mit Erzherzogin Sophie Friederike, die sie 1848 kennengelernt hatte, pflegte sie einen langjährigen Briefwechsel.
1858 heiratete sie einen Geometer namens Baudysz und zog mit ihrem Gatten zuletzt nach Kremnitz (damals Ungarn, heute Slowakei). Wegen einer Fußverletzung war sie ihre letzten sieben Lebensjahre bettlägerig. Ihr früher Tod im Alter von 46 Jahren beendete ihr Wirken frühzeitig.
Für Adolf Pichler galt sie zusammen mit Caroline von Terlago und Angelika von Hörmann als das „Dreigestirn“ der wichtigsten Dichterinnen Tirols seiner Zeit. Ihre Werke erschienen in verschiedenen Anthologien. 
In ihrem Geburtsort Absam ist die Straße, in der der elterliche Gasthof gelegen ist, heute nach ihr benannt. Eine 1903 vom Bildhauer Edmund Klotz geschaffene Gedenktafel, die jetzt in der Schindlstube im Landgasthof Bogner angebracht ist, zeigt ein Marmorbildnis der Künstlerin.